# Malédiction du vainqueur
En économie, la malédiction du vainqueur (winner's curse, en anglais) est un phénomène qui se présente dans des enchères avec valeurs communes et information incomplète. Elle a été décrite la première fois en 1971 par Capen, Clapp et Campbell. En analysant les enchères pour les droits de forage dans le Golfe du Mexique, ils ont trouvé que le rendement des investissements des sociétés qui ont obtenu ces droits étaient très bas. Les gagnants des enchères avaient des estimations trop élevées sur les rendements attendus.
Des expérimentations confirment ce phénomène. Si on met dans une boîte transparente des pièces de monnaie et on effectue une enchère anglaise, on trouve que la moyenne des montants proposés correspond à la valeur des pièces de monnaie mais que le montant proposé par le gagnant est trop élevé. Cette anomalie se rencontre aussi dans les offres publiques d'achat pour obtenir le contrôle d'une société. 

## Le modèle
Dans le modèle d’enchère avec valeur commune, les participants évaluent de la même manière l'objet mis à l'enchère. Toutefois, cette valeur n'est pas connue avec précision. Cette incertitude peut conduire au phénomène appelé « la malédiction du vainqueur ». Comme l'offre gagnante est celle du participant qui propose la somme la plus élevée, il y a une forte probabilité que la valeur commune soit surestimée. La malédiction du vainqueur est due au fait qu'il paye une somme trop élevée, supérieure à la valeur effective de l'objet. Si les participants sont nombreux, la concurrence pour gagner l’enchère est plus forte et la surestimation plus grande.
À la longue, les participants aux enchères avec valeur commune devraient se rendre compte de ce problème et ajuster en conséquence leur offre. Par conséquent, des participants avec de l'expérience devraient faire des offres qui évitent ce risque. Si les participants sont rationnels la malédiction du vainqueur ne devrait pas se produire. C’est pour cette raison qu’on parle d’une anomalie.
Étant donné que les offreurs ne connaissent pas avec précision la valeur de l'objet, l'enchère anglaise conduit souvent à une recette plus élevée que l'enchère au second prix. Dans l'enchère anglaise, les participants peuvent observer les offres des concurrents. Ces informations les conduisent souvent à faire des offres plus élevées. D'autre part, lorsque les estimations sont statistiquement dépendantes, l'enchère au deuxième prix conduit à une recette plus élevée que l'enchère au premier prix. 

## Les expérimentations
Kagel et Levin ont effectué des expériences avec des étudiants ayant déjà participé à des enchères. Les participants recevaient une somme de 8 $ et leur gain était donné par la différence entre la valeur de l'objet et le prix payé. Si leurs actifs devenaient négatifs, ils devaient quitter l'expérience. 
La valeur de l'objet ({\displaystyle x_{o}}) avait la même probabilité de se trouver entre deux limites données. Par ailleurs, les participants recevaient une information privée concernant ce montant. L'information était une valeur tirée d'une distribution uniforme dans l'intervalle {\displaystyle [x_{o}-\epsilon ,x_{o}+\epsilon ]}. L'enchère était organisée selon la méthode de l'offre écrite au premier prix. 
Avec trois ou quatre offreurs, Kagel et Levin obtiennent des valeurs proches de l'équilibre de Nash. Par contre, avec six ou sept offreurs les valeurs obtenues sont trop élevées. Même si les participants ont de l'expérience, le problème de la malédiction du vainqueur est présent dans ce cas. Le profit moyen est négatif et il augmente avec le nombre d'offreurs. 
Des hommes d'affaires qui participent régulièrement à des soumissions dans l'industrie de la construction devraient avoir un comportement qui évite la malédiction du vainqueur. Une expérience effectuée par Dyer montre qu'en laboratoire ces hommes d'affaires ont le même comportement que des participants inexpérimentés. Apparemment, les règles empiriques qu'ils appliquent dans leur industrie ne pouvaient pas être utilisées dans l'expérience en laboratoire. Il ne sera jamais possible de reproduire en laboratoire les conditions particulières et les pratiques que l'on trouve dans les différentes industries.
Lind et Plott trouvent que la malédiction du vainqueur est aussi valable dans le cas du vendeur d'un objet dont il ne connaît pas la valeur exacte. Les participants à cette expérience savent que la valeur de l'objet se trouve entre 150 et 1500 francs. Par ailleurs, ils reçoivent une information qui leur permet de réduire cet intervalle à plus ou moins 200 francs de la valeur effective. Si l'objet est vendu, le participant reçoit le prix de la vente. Dans l'autre cas, il reçoit la valeur de l'objet.
Deux vendeurs sur trois ont une recette inférieure à la valeur de l'objet. Le troisième vendeur a une recette supérieure mais il y avait des tentatives de collusion dans ce cas.
Levin a effectué des expériences avec quatre et sept offreurs ayant trois niveaux d'expérience. Dans le cas d'offreurs sans expérience, le revenu de l'enchère anglaise est inférieur à celui de l'enchère au premier prix. Contrairement à la théorie, dans l'enchère au premier prix les offreurs ne prennent pas en compte le problème de la malédiction du vainqueur. Ils font des offres trop élevées et alors le revenu sera aussi plus élevé. 
Les offreurs expérimentés tiennent compte de ce problème et font des offres plus conformes à la théorie même si elles sont encore inférieures aux valeurs théoriques. D'autre part, dans le cas de sept offreurs les deux enchères donnent le même revenu. 
En général, les offreurs n'ont pas un comportement conforme au modèle de Nash. Ils estiment la valeur de l'objet en prenant une moyenne de leur estimation et de celles des offreurs qui se sont déjà retirés de l'enchère.

## Exemples
- L'exemple le plus récent est celui des Jeux olympiques dont l'attribution demande la surenchère prévisionnelle pour avoir les plus hauts bénéfices. Selon Wladimir Andreff, économiste du sport, professeur émérite de l'Université Paris 1 qui a théorisé le concept de « malédiction du vainqueur » aux pays qui accueillent les jeux olympiques, le coût des olympiades (en) se révéla toujours supérieurs aux attentes[7],[8].